# Cagnano Varano
Cagnano Varano là một đô thị thuộc tỉnh Foggia trong vùng Puglia của Ý. Đô thị này có diện tích 158 km², dân số 7142 người.
Đô thị này có các làng sau: Porto di Capojale, Bagno di Varano, San Nicola Imbuti.
Đô thị này giáp với các đô thị sau: Carpino, Ischitella, Monte Sant'Angelo, San Marco in Lamis, San Nicandro Garganico.